# Луаншья
Луа́ншья (англ. Luanshya) — город в центральной части Замбии. Входит в состав провинции Коппербелт.

## История
Город основан в первой половине XX века после открытия медных залежей на реке Луаншья.

## География
Расположен в 30 км к юго-западу от города Ндола и в 42 км к юго-востоку от города Китве-Нкана. Абсолютная высота — 1228 метров над уровнем моря.

## Население
По данным на 2013 год численность населения составляет 134 863 человека.
Динамика численности населения города по годам:
| 1990    | 2000    | 2013    |
| ------- | ------- | ------- |
| 118 143 | 115 579 | 134 863 |

## Известные уроженцы, жители
Чайва, Мигель — замбийский футболист, полузащитник клуба «Янг Бойз» и сборной Замбии.

## Экономика
Для разработки рудников была основана[кем?] компания «Roan Antelope Copper Mines Ltd». К концу XX века добыча цветных металлов снизилась, что привело у значительному ухудшению положения в городе. Город обслуживает рудник «Roan Antelope». Луаншья связана железной дорогой со столицей страны Лусакой и другими городами меденосного пояса Центральной Африки. Имеется небольшой аэропорт, который на сегодняшний день не действует. Таким образом, ближайшие действующие аэропорты располагаются в городах Китве и Ндола.

## Инфраструктура
В городе расположен педагогический колледж (Technical and Vocational Teacher’s College), кроме того, здесь имеются 3 больницы.